# Tampak Siring
Tampak Siring is een bestuurslaag in het regentschap Centraal-Lombok van de provincie West-Nusa Tenggara, Indonesië. Tampak Siring telt 4461 inwoners (volkstelling 2010).